# دیویدزتی
دیویدزتی (انگلیسی: DavidsTea) شرکت صنایع غذایی کانادایی است، که در سال ۲۰۰۸ تأسیس شد.